# Baasch
Baasch, właściwie Bartosz Schmidt – polski producent, kompozytor i wokalista pochodzący z Warszawy, reprezentujący styl muzyki alternatywnej, głównie w nurtach indie popu i synth popu. Lider zespołu Miennta, członek grupy Plazmatikon. 
W 2013 r. skomponował muzykę do filmu Płynące wieżowce. Przedtem wydał EP-kę Simple Dark Romantic Songs. W 2014 roku Baasch podpisał kontrakt z wytwórnią Nextpop Songwriters’ Label. W marcu 2015 roku, pod szyldem tej wytwórni ukazał się długogrający debiutancki krążek Baascha pt. Corridors. Z płyty tej pochodzi singiel Crowded Love, z gościnnym udziałem wokalistki zespołu BOKKA. W 2016 roku Nextpop wydał cyfrowy album Baascha pt. Re_Corr. Znalazły się na nim remiksy piosenek z płyty Corridors. Utwory Baascha zremiksowali m.in. Zamilska, Agim, czy Mooryc. 21 kwietnia 2017 roku odbyła się premiera trzeciego autorskiego albumu Baascha pod tytułem Grizzly Bear With A Million Eyes, z którego pochodzą single Kind of Coma i Dare To Take. W 2020 roku ukazał się pierwszy polskojęzyczny a zarazem trzeci studyjny album Noc.
Baasch otwierał koncerty Tricky’ego i Bloodgroup. Występował w Niemczech, we Francji, na Islandii, Węgrzech, Litwie, w Czechach, Rumunii, a także w Chinach. Od 2017 roku Baasch koncertuje z zespołem w składzie: Robert Alabrudziński – perkusja, Alek Żurowski – synth, Tomasz Mreńca – skrzypce.

## Dyskografia
Albumy
| Rok  | Dane dot. albumu |
| ---- | --- |
| 2015 | Corridors - Data: 2 marca 2015 - Wydawca: Nextpop - Format: CD, digital download                                     |
| 2017 | Grizzly Bear with a Million Eyes - Data: 21 kwietnia 2017 - Wydawca: Nextpop - Format: CD, digital download          |
| 2020 | Noc - Data: 28 sierpnia 2020 - Wydawca: PIAS Recordings Poland and EE - Format: CD, digital download, płyta winylowa |

Minialbumy
| Rok  | Dane dot. albumu |
| ---- | --- |
| 2013 | Simple Dark Romantic Songs - Data: 2 września 2013 - Wydawca: Sensefloor - Format: CD, digital download, płyta winylowa       |
| 2023 | IV!I - Data: 15 września 2023 - Wydawca: PIAS Recordings Poland and EE - Format: digital download                             |
| 2024 | IV!II - Data: 20 września 2024 - Wydawca: PIAS Recordings Poland and EE - Format: płyta winylowa, digital download, streaming |

Ścieżki dźwiękowe
| Rok  | Dane dot. albumu |
| ---- | --- |
| 2013 | Płynące wieżowce - Data: 25 listopada 2013 - Wydawca: Sensefloor - Format: CD, digital download                                 |
| 2021 | Balladyna. Echa Grobowych Rozwalin - Data: 16 kwietnia 2021 - Wydawca: PIAS]Recordings Poland and EE - Format: digital download |
| 2024 | LIPSTICK ON THE GLASS - Data: 2 sierpnia 2024 - Wydawca: Indi Film - Format: digital download                                   |

Inne (albumy z remixami)
| Rok  | Dane dot. albumu                                                                                   |
| ---- | -------------------------------------------------------------------------------------------------- |
| 2016 | Re_Corr - Data: 1 kwietnia 2016 - Wydawca: Nextpop - Format: digital download                      |
| 2023 | NCRMX - Data: 15 września 2023 - Wydawca: PIAS Recordings Poland and EE - Format: digital download |

Single
| „Siamese Sister”                 | 2014 | –  | Corridors                        |
| „Several Gods”                   | 2014 | –  | Corridors                        |
| „Shout”                          | 2016 | 21 | Corridors                        |
| „Kind of Coma”                   | 2017 | –  | Grizzly Bear with a Million Eyes |
| „Dare To Take” (ft. Mary Komasa) | 2018 | –  | Grizzly Bear with a Million Eyes |
| „Brokat”                         | 2020 | 4  | Noc                              |
| „Cienie”                         | 2020 | 17 | Noc                              |
| „Język”                          | 2020 | –  | Noc                              |
| „Miasto”                         | 2020 | 44 | Noc                              |
| "Cienie (Lucassi Remix)"         | 2021 | –  | NCRMX                            |
| "Miasto (Catz 'n Dogz remix)     | 2021 | –  | NCRMX                            |
| "Brokat (Karaś/Rogucki Remix)    | 2021 | –  | NCRMX                            |
| "Wosk"                           | 2023 | –  | IV!I                             |
| "Słońce"                         | 2023 | –  | IV!I                             |
| "Tlen"                           | 2023 | –  | IV!I                             |
| "Mosty"                          | 2024 | –  | IV!II                            |
| „–” singel nie był notowany.     |      |    |                                  |

Inne
| Rok  | Wykonawca | Tytuł albumu | Tytuł utworu                             |
| ---- | --------- | ------------ | ---------------------------------------- |
| 2015 | Venter    | „Venter”     | - „Fire”                                 |
| 2015 | Rysy      | „Traveler”   | - „New Order” - „Cold Inside” - „Undone” |
| 2017 | Sotei     | „LP”         | - „On the Way”                           |

## Nagrody i nominacje
| Rok  | Konkurs        | Kategoria              | Tytułem                            | Nota      |
| ---- | -------------- | ---------------------- | ---------------------------------- | --------- |
| 2021 | Fryderyki 2021 | Album Roku Elektronika | Noc                                | Wygrana   |
| 2022 | Fryderyki 2022 | Album Roku Elektronika | Balladyna. Echa Grobowych Rozwalin | Nominacja |